# Antoine-François Tardieu
Pour les articles homonymes, voir Tardieu (patronyme).
Antoine-François Tardieu, dit Tardieu de l'Estrapade, est un graveur et cartographe français né à Paris le 17 février 1757 où il est mort le 14 janvier 1822.
Il a pour frère Pierre Alexandre Tardieu.
Il fut un graveur géographe de beaucoup de talent, dont les cartes se distinguent par un fini précieux : elles eurent le plus vif succès en France et à l'étranger.

## Biographie
Antoine-François Tardieu est baptisé en la paroisse Saint-Étienne-du-Mont le lendemain de sa naissance. Il est le fils de Pierre-Joseph Tardieu et d'Anne-Catherine Labdouche.
En 1783, il épouse à Paris Jeanne Adélaïde Vic dont il aura deux fils qui seront aussi graveurs : Pierre-Antoine (1784-1869) et André Ambroise (1788-1841).

## Œuvres

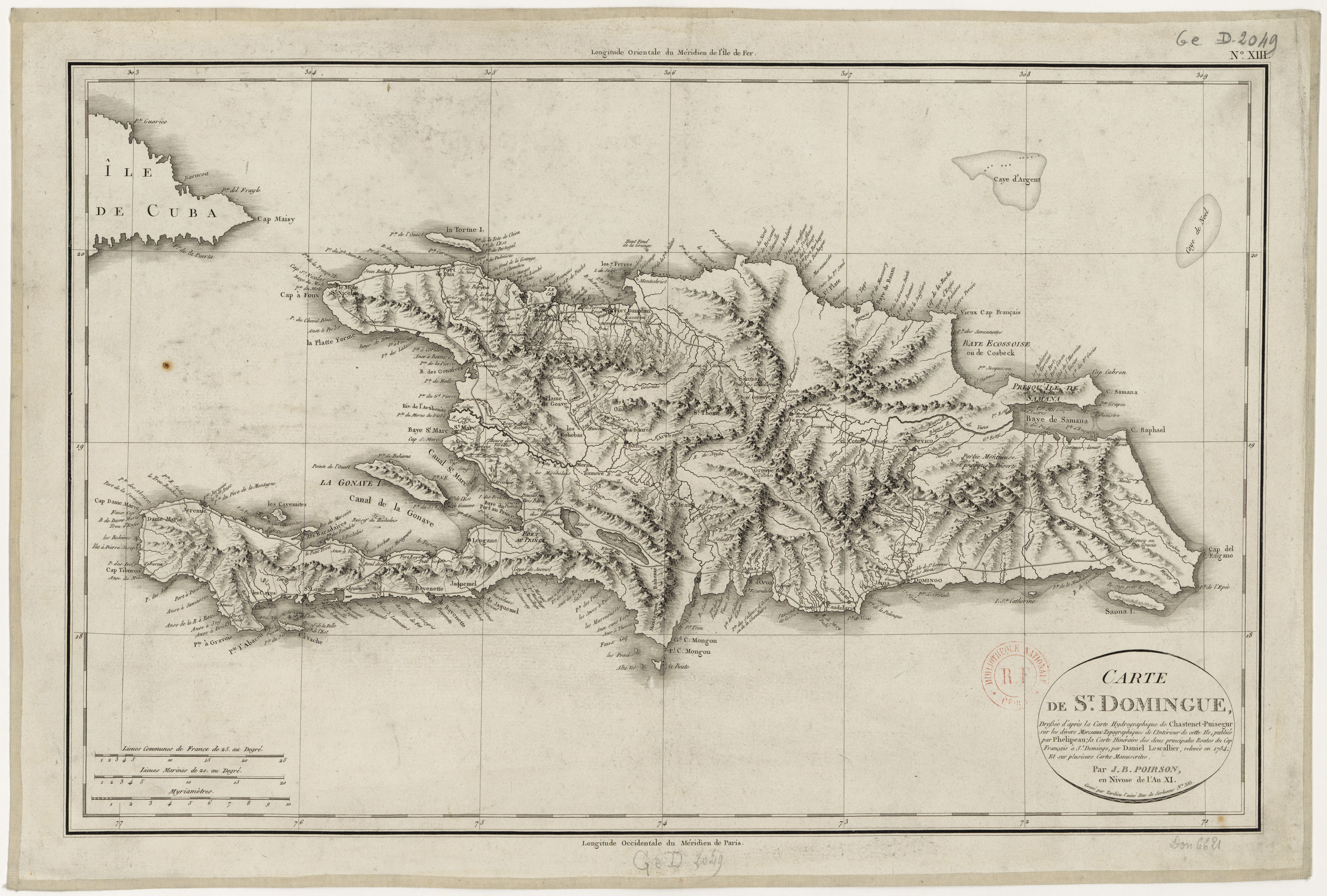
Carte de St Domingue (1803).

- Voyage pittoresque de la Grèce, 1782,
- Atlas universel de géographie physique et politique, ancienne et moderne, 1807,
- Atlas national de la France, 1808
- Atlas de commerce, 1822
- L'atlas de voyage de Péron aux terres australes
- Histoire des guerres des Français en Italie